# Rhinoclemmys funerea
La tartaruga nera di foresta (Rhinoclemmys funerea Cope, 1876) è una specie di tartaruga della famiglia dei Geoemididi.

## Descrizione
Il carapace, lungo al massimo 330 mm ma in media tra i 250–270 mm, è leggermente bombato e variabile in colore dal marrone scuro al nero. Il piastrone è scuro, quasi nero, con le suture degli scuti (in particolare la sutura centrale) di colore giallo. Nella zona centrale del piastrone può essere presente una macchia di colore chiaro. La parte superiore della testa è molto scura (quasi nero) con macchie gialle o arancioni. La parte laterale è di colore giallo con macchie scure. Questa specie è erbivora, si nutre principalmente di piante a foglia larga, piante acquatiche in generale e frutta. Le femmine depongono a terra, non lontano dalla riva, un numero di uova compreso tra 1 e 7. L'incubazione dura circa 100 giorni.

## Distribuzione e habitat
Distribuita nel Nicaragua orientale (dal fiume Coco, che segna il confine con l'Honduras), Costa Rica e Panama. Vive nelle paludi, laghi, fiumi e zone d'acqua delle foreste pluviali. Predilige le zone con abbondante vegetazione e tronchi galleggianti dove si può crogiolare al sole.